# Andrea Ballarè
Andrea Ballarè (Novara, 12 aprile 1967) è un politico italiano, sindaco di Novara dal 2011 al 2016.

## Biografia
Nasce e cresce a Novara, nel 1992 ottiene la laurea in Economia e Commercio presso l'Università Cattolica del Sacro Cuore di Milano. Subito dopo inizia a lavorare in banca. È iscritto all'Ordine dei Commercialisti.

## Attività politica
Eletto nelle file della Democrazia Cristiana nel quartiere Porta Mortara nel 1993 dando vita alla sua attività politica.
Iscritto al Partito Democratico, nel 2011 è candidato sindaco del centrosinistra alle elezioni comunali di Novara, dopo aver vinto il 6 febbraio le primarie interne del PD e il 27 dello stesso mese le primarie di coalizione. Alle elezioni del 15-16 maggio ottiene 31,20% dei voti, raggiungendo il ballottaggio con il candidato del centrodestra Mauro Franzinelli, che ottiene il 47,08%. Viene eletto sindaco al secondo turno, il 29 e 30 maggio, ottenendo il 52,91% dei consensi.
Ricandidato alle elezioni del 2016, perde al ballottaggio il 19 giugno contro il candidato della Lega Nord Alessandro Canelli, registrando il 42% dei consensi.
Durante il mandato ha ricoperto la carica di Presidente ANCI della Regione Piemonte, di Responsabile delle Attività Produttive di ANCI Nazionale ed è stato membro effettivo del Committee of Regions a Bruxelles.